# نورمان بوكانان
نورمان بوكانان هو لاعب كرة قاعدة وسياسي كندي، ولد في 16 سبتمبر 1915 في كندا، وتوفي في 27 يونيو 2008. انتخب عضو الجمعية التشريعية لنيو برونزويك ‏.